# Pingree Grove, Illinois
Pingree Grove là một làng thuộc quận Kane, tiểu bang Illinois, Hoa Kỳ. Năm 2010, dân số của làng này là 4532 người.

## Dân số
Dân số qua các năm:
- Năm 2000: 124 người.
- Năm 2010: 4532 người.